# Aminu Umar
Ne pas confondre avec Sadiq Umar, un autre joueur de l'équipe du Nigeria.
Aminu Umar, né le 6 mars 1995 à Abuja au Nigeria, est un footballeur international nigérian, qui évolue au poste d'attaquant au Miracle Degirmenlik SK.

## Biographie

### Carrière en club
Avec le club de l'Osmanlıspor, Aminu Umar dispute quatre matchs en Ligue Europa, pour trois buts inscrits. Il inscrit un triplé en Ligue Europa le 16 juillet 2016, lors d'un match contre le Zimbru Chișinău comptant pour le deuxième tour de qualification de cette compétition. 
Prêté au Çaykur Rizespor pour la saison 2018-19, Umar signe trois ans au club le 2 septembre 2019 après un exercice convaincant.
En février 2020, Umar se blesse gravement contre Trabzonspor, souffrant d'une rupture du ligament croisé antérieur. Opéré avec succès le mois suivant, Rizespor estime son arrêt à six mois,.

### Carrière internationale
Avec la sélection nigériane des moins de 20 ans, Aminu Umar participe à la Coupe d'Afrique des nations junior 2013 organisée en Algérie. Lors de la compétition, il inscrit un doublé contre la RD Congo, puis un autre doublé contre le Mali. Le Nigeria se classe troisième du tournoi.
Cette bonne performance lui permet de prendre part au mondial des moins de 20 ans 2013 qui se déroule en Turquie. Il dispute quatre matchs lors du mondial junior, inscrivant un doublé contre Cuba (victoire 3-0). Le Nigeria atteint les huitièmes de finale de la compétition, en étant éliminé par l'Uruguay.
Il est convoqué pour la première fois en équipe du Nigeria par le sélectionneur national Samson Siasia, pour un match des éliminatoires de la CAN 2017 contre l'Égypte le 25 mars 2016. Le match se solde par un match nul de 1-1.
Aminu Umar fait partie de la liste des 18 joueurs nigérians sélectionnés pour disputer les Jeux olympiques d'été de 2016. Lors du tournoi, il inscrit un but contre le Danemark en quart de finale (victoire 2-0), puis un but contre le Honduras lors de la petite finale (victoire 2-3).

## Palmarès
- Médaille de bronze aux Jeux olympiques d'été de 2016

### Distinction personnelle
- Meilleur buteur de la Coupe d'Afrique des nations junior 2013

Avec l’Équipe du Nigeria des moins de 20 ans de football